# Морской, речной и портовый музей Руана
Морской, речной и портовый музей Руана (фр. Musée maritime fluvial et portuaire de Rouen) — музей, посвящённый истории порта Руана, который является одним из крупнейших портов Франции (одновременно речных и морских).

## Экспозиции
Экспозиции музея посвящены следующим темам:
- Важные исторические моменты порта, включая разрушения, вызванные Второй мировой войной и другие исторические события
- Инфраструктура порта и работы по обеспечению судоходства по Сене вниз по течению от Руана
- Большие руанские парусники и отдело, посвященным судам, которые перевозили никель из Новой Каледонии в Руан
- Торговый флот, с многочисленными макетами грузовых судов, среди которых суда, которые швартовались прежде вблизи от ангара, где находится музей
- Речное судоходство (включая баржу «Красный помпон», см. галерею)
- Судостроение
- Китобойный промысел, со скелетом кита (см. галерею)
- История подводных лодок, с копией внутренней части «Наутилуса» Фултона

Среди показанных деталей представлены двигатели баржи и траулера, рында, использовавшаяся прежде в устье реки Рисль для предупреждения о тумане, водолазный скафандр и восстановленная радиорубка судна шестидесятых годов.
В центре музея показан скелет кита, предоставленный Музеем естественной истории Руана. Скелет принадлежал киту-финвалу, который был выброшен на пляж и погиб в возрасте примерно семи лет.
Во дворе музея находится баржа-пениш Pompon Rouge («Красный помпон»). В незначительно переоборудованном трюме баржи расположена экспозиция, посвящённая речному судоходству, включающая модель шлюза.
Помимо этого, в музее регулярно проводятся временные выставки, посвящённые таким разным темам, как например руанский мост-летающий паром или викинги.

### Галерея

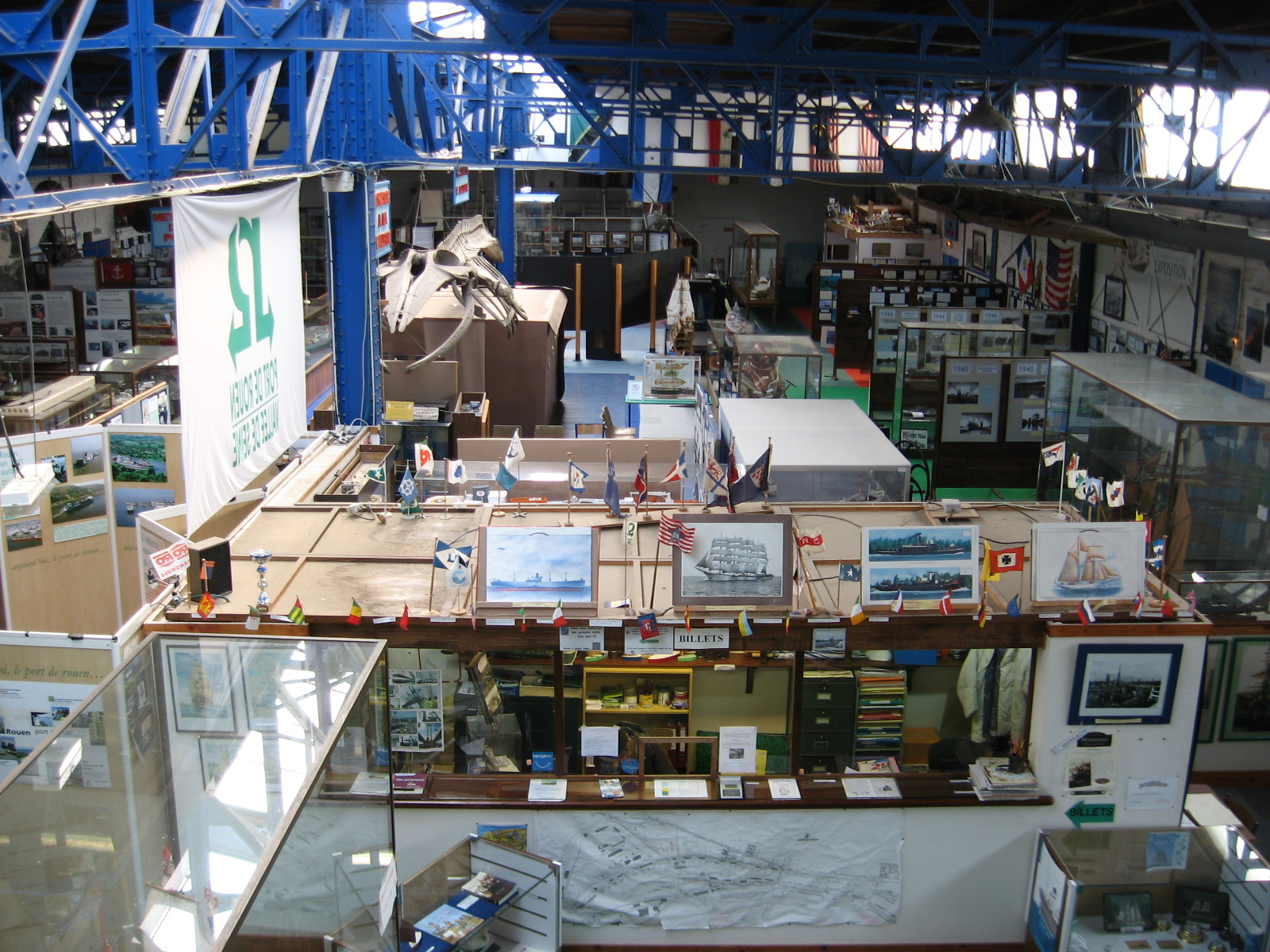
Общий вид музея
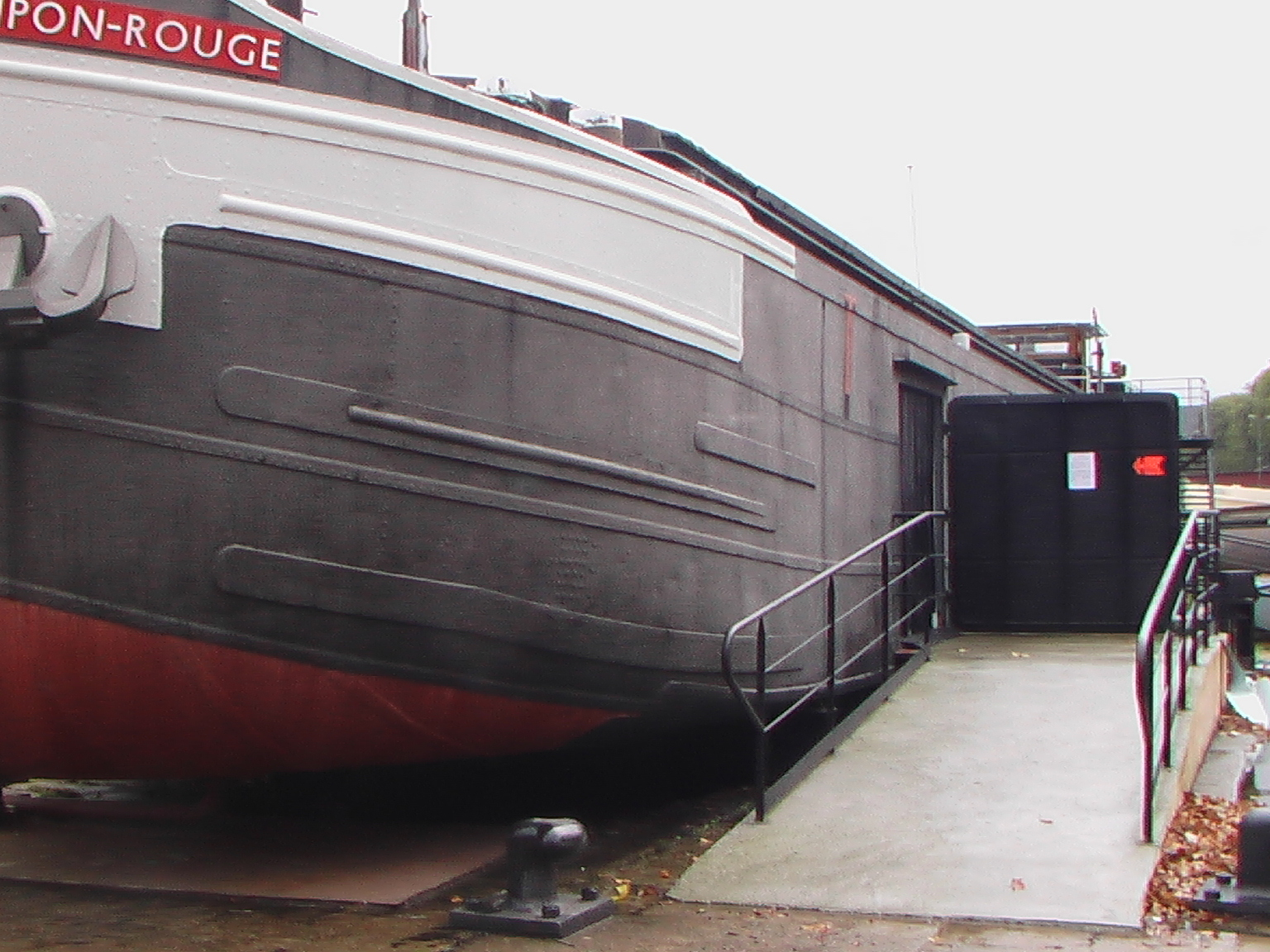
Баржа «Красный помпон», переоборудованная для экспозиции (была добавлена дверь с боку)
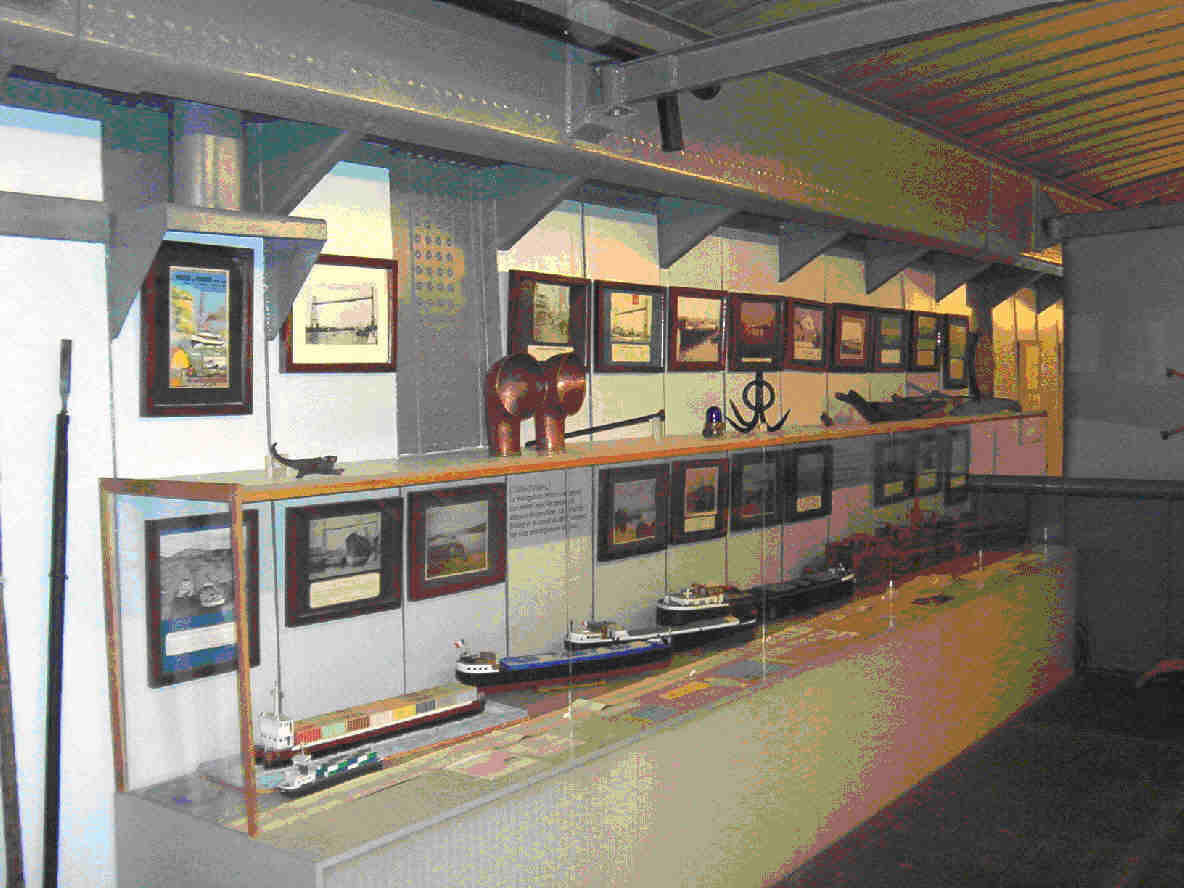
Трюм баржи, с постоянной выставкой о речном судоходстве
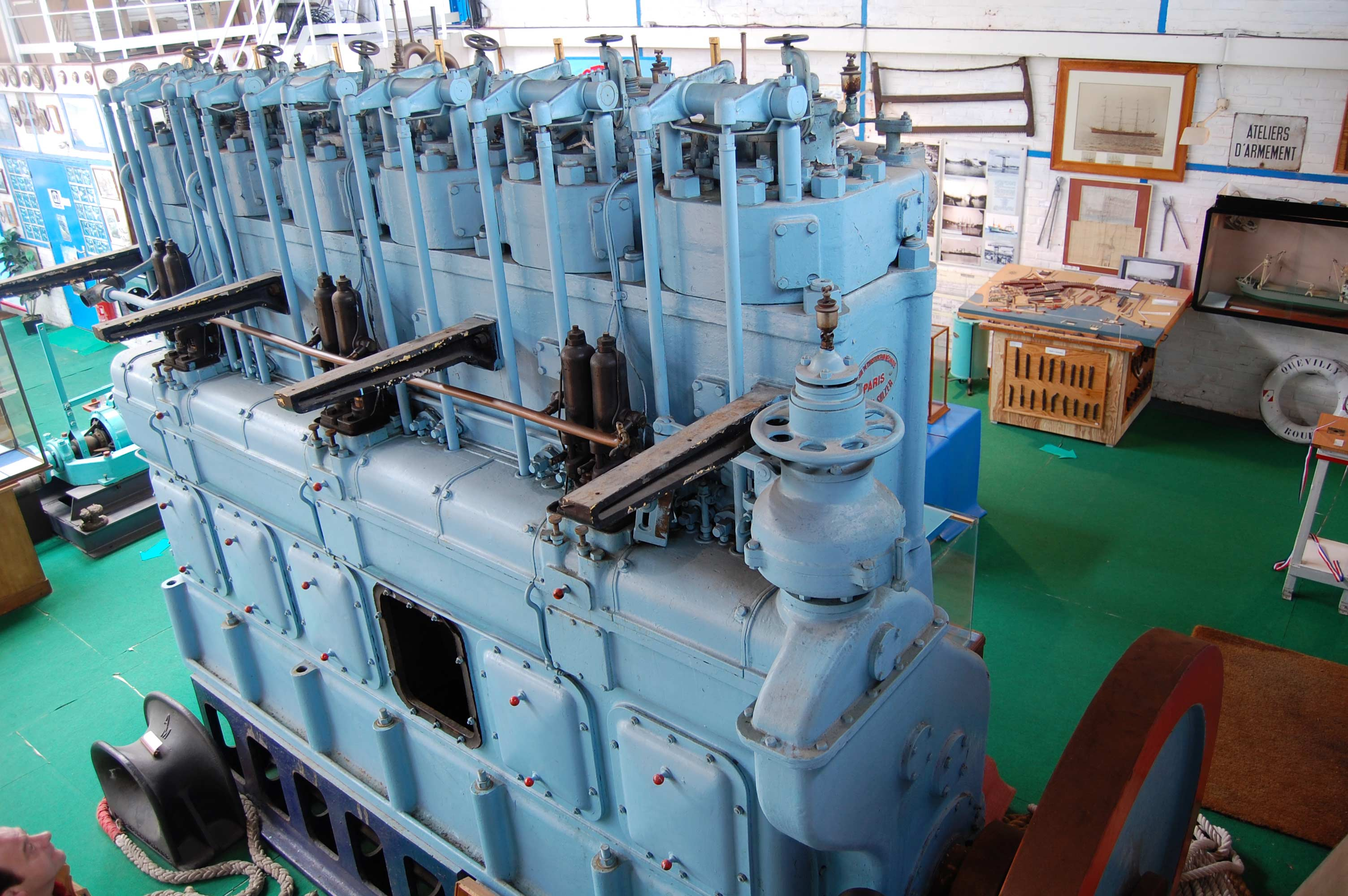
Двигатель Sulzer 400 л.с. и 28 тонн, который был предназначен для траулера дальнего плавания (1937)
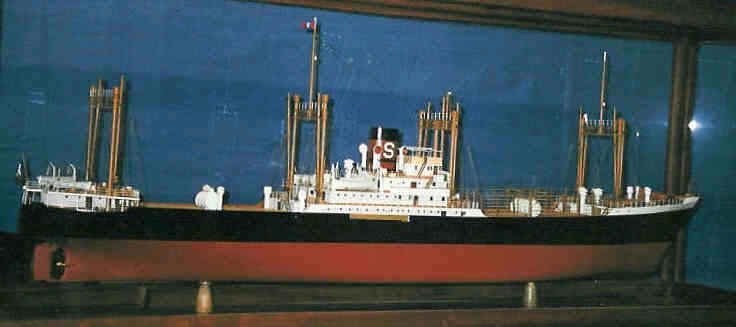
Макет Marie-Louise Schiaffino, судна, которое регулярно причаливало перед бывшим складом № 13
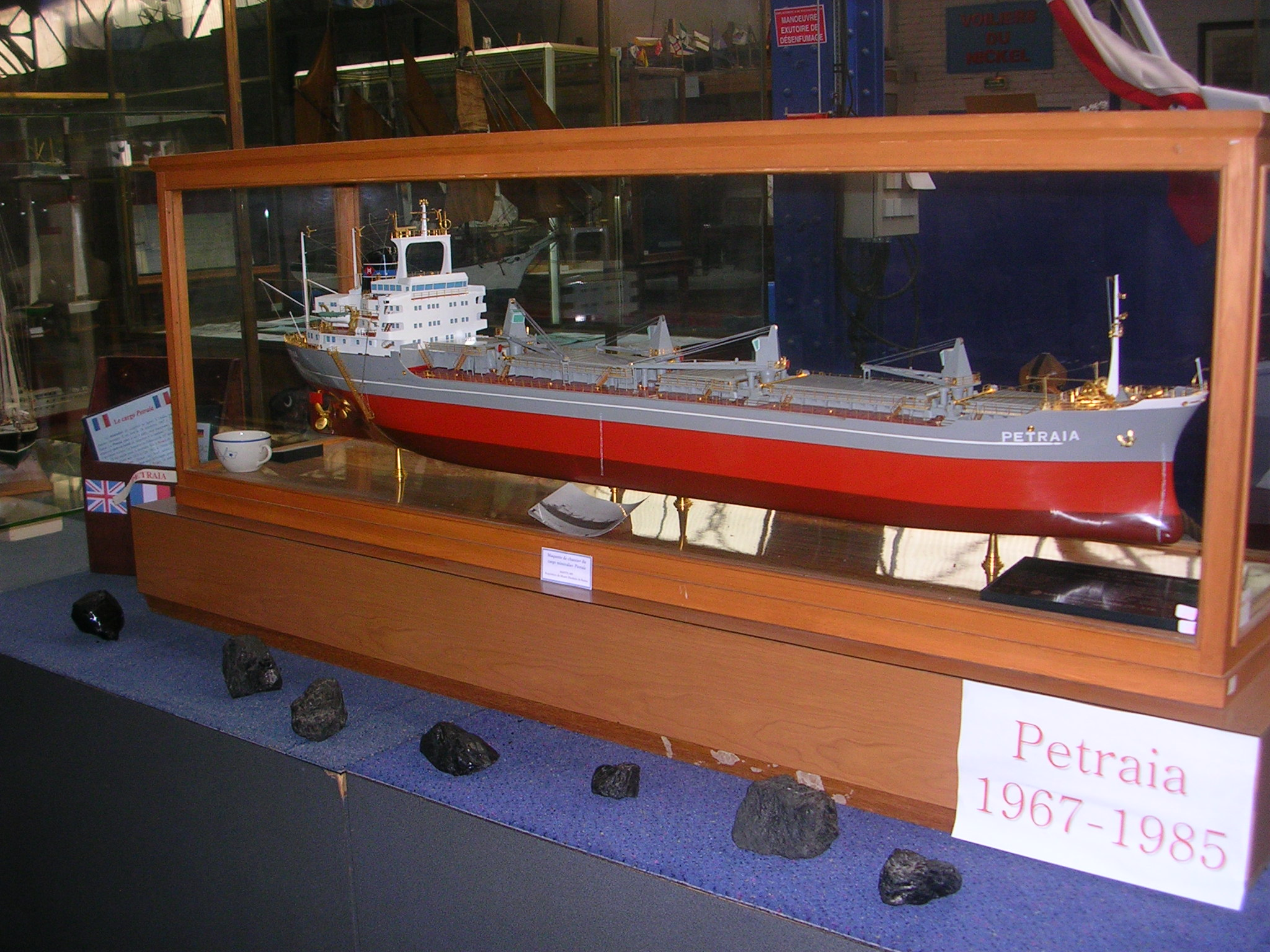
Макет Petraia, судна, которое регулярно причаливало перед бывшим складом № 13
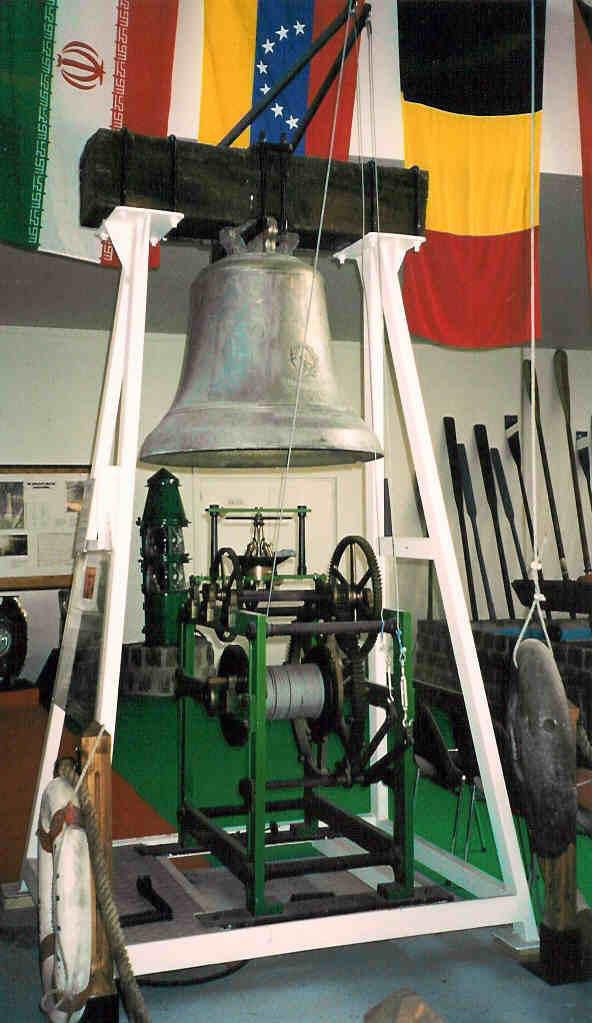
"Противотуманная" рында, находившаяся прежде в эстуарии Рислз
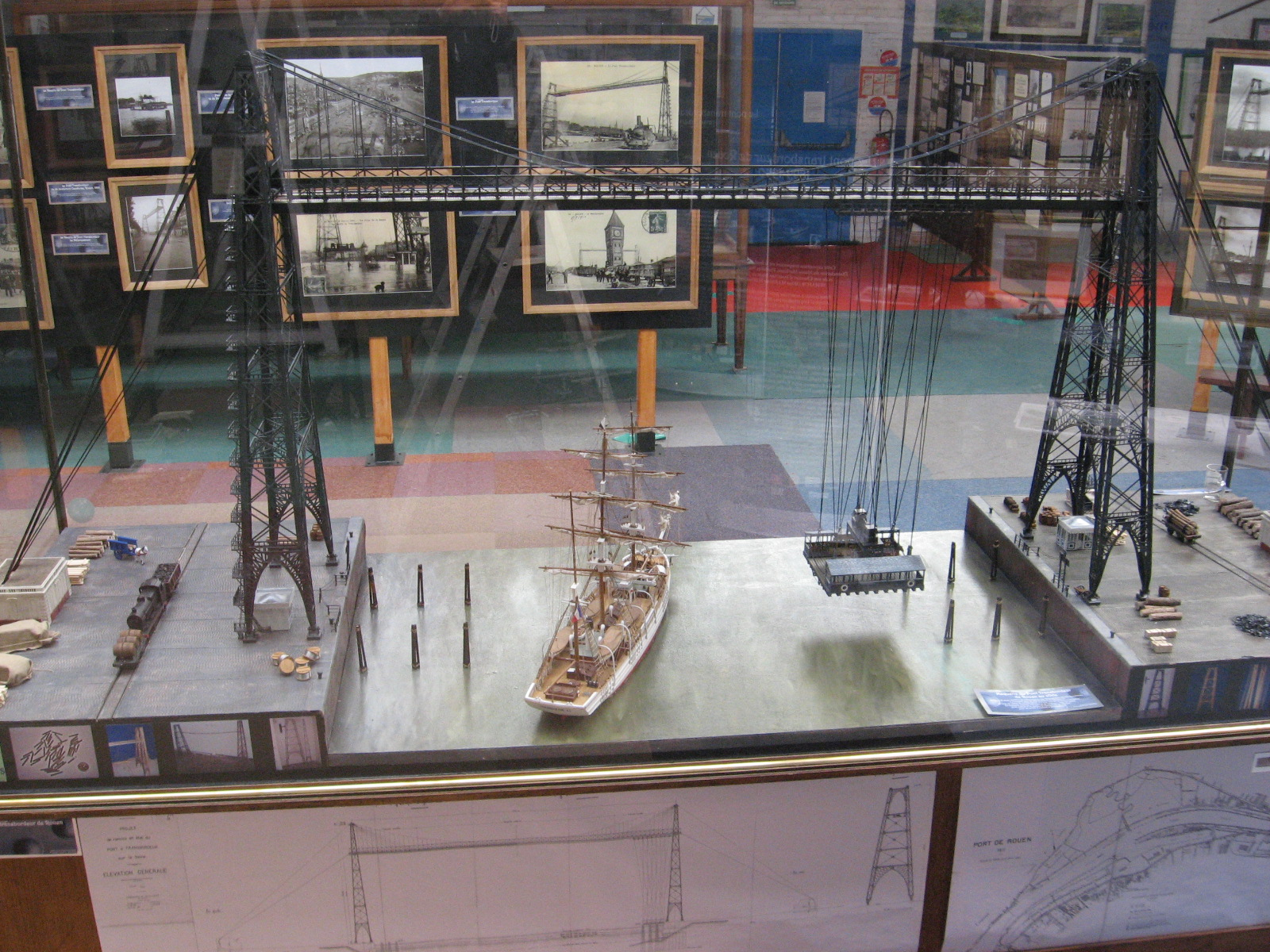
Макет куанского моста-летающего парома
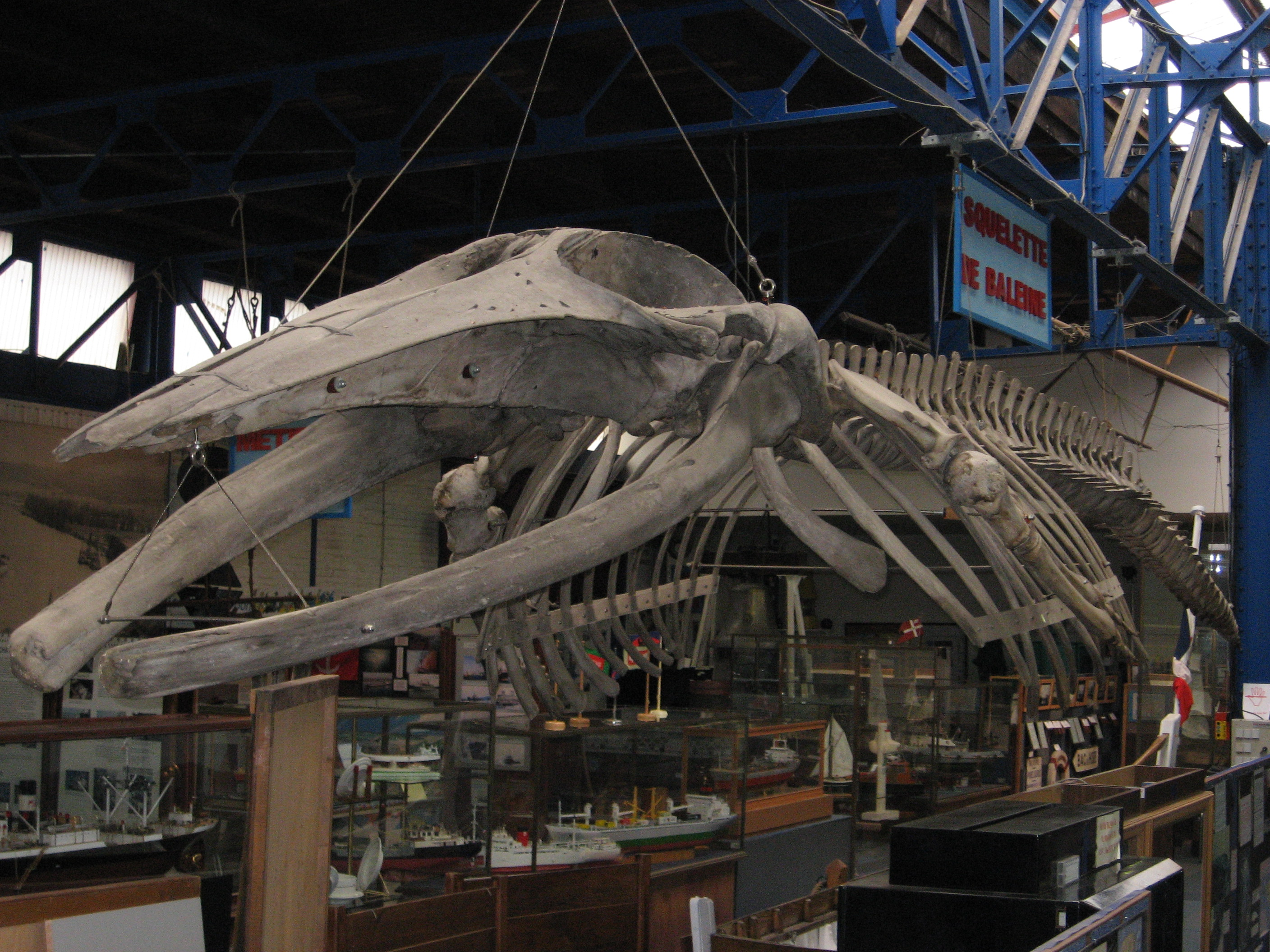
Скелет кита
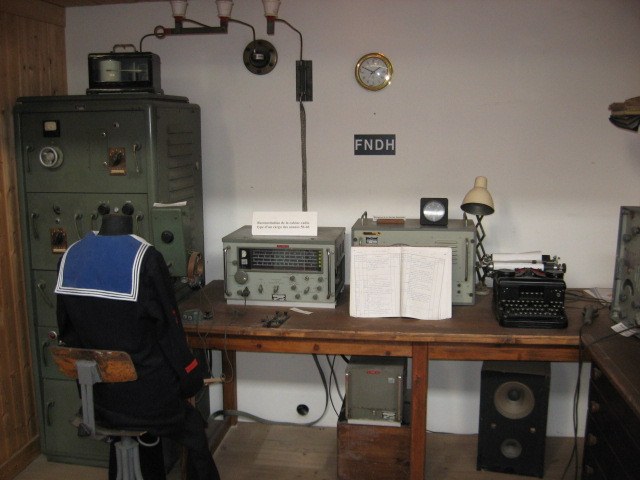
Копия радиорубки судна шестидесятых годов
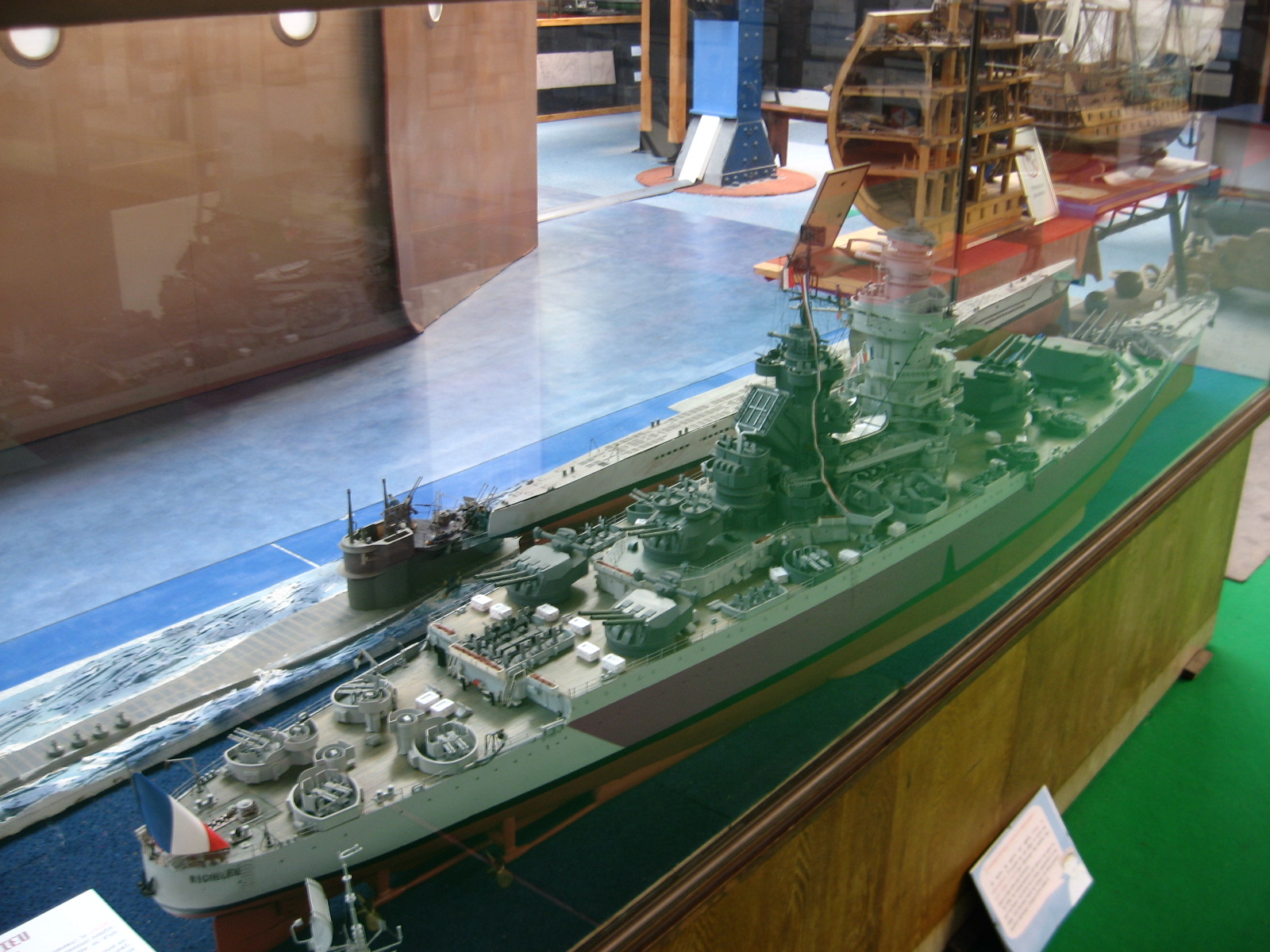
Макет линкора «Ришельё»
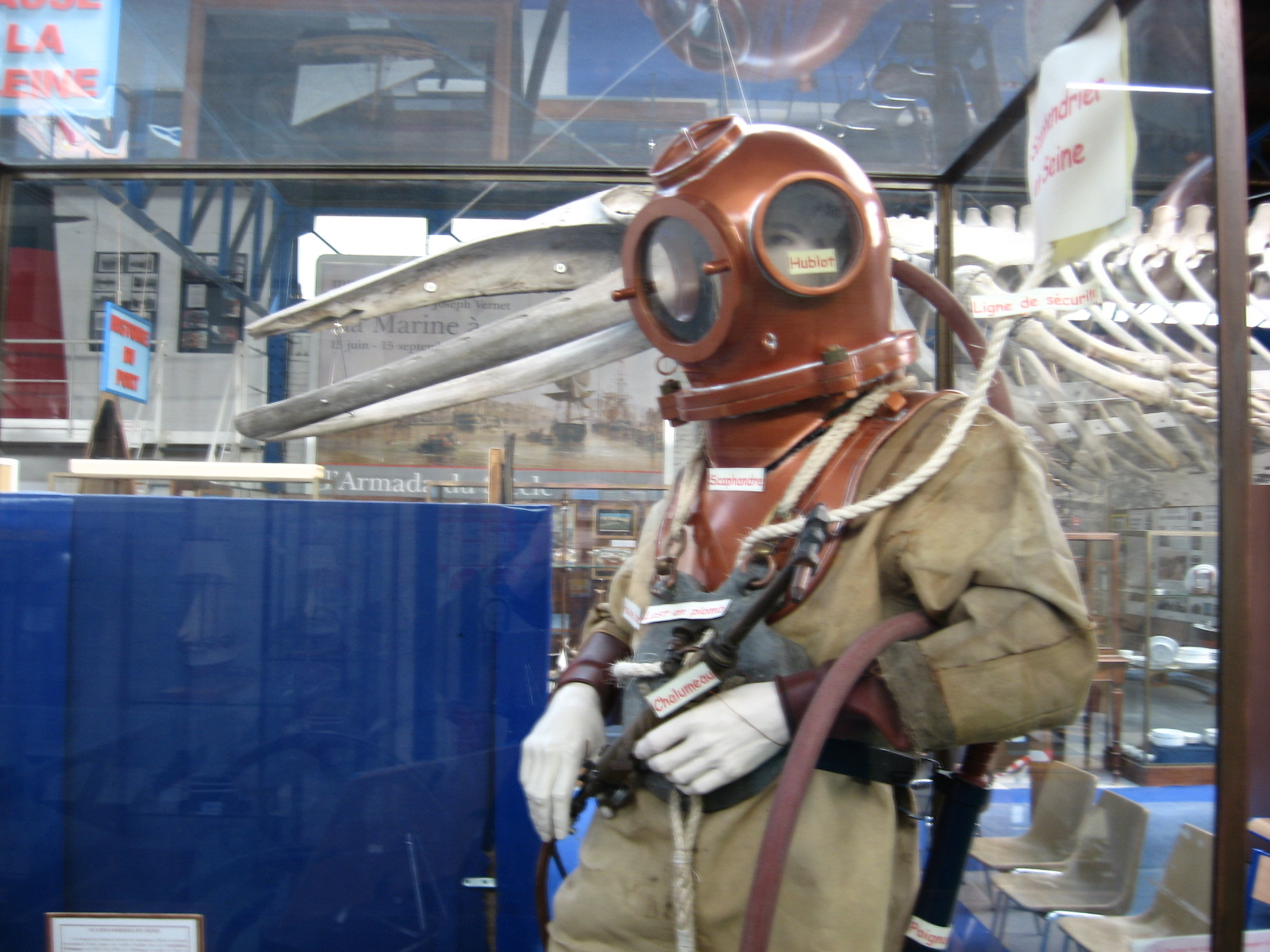
Водолазный скафандр

## Помещение музея

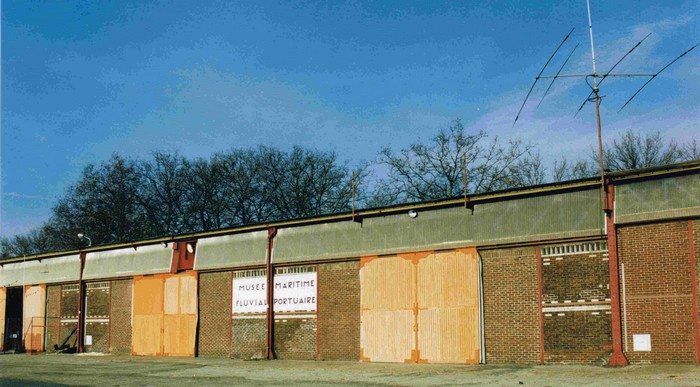
Склад № 13

Музей расположен в бывшем портовом складе на берегу Сены недалеко от нового моста Гюстава Флобера. Этот склад, склад № 13, был построен в 1926 году. До 1966 года, когда был образован Автономный порт Руана, он назывался склад М.
Склад использовался компанией Schiaffino, которая до семидесятых годов осуществляла морские грузоперевозки между Руаном и Северной Африкой. Первоначально он использовался для хранения виня, затем, после строительства специализированного винного склада, склад № 13 стали использовать для хранения фруктов.
Склад использовался до 1984 различными компаниями, после чего он был упразднен, так как более не соответствовал современным требованиям из-за своих ограниченных размеров.